# Марина ди Гросето
Марина ди Гросето (итал. Marina di Grosseto) је насеље у Италији у округу Гросето, региону Тоскана.
Према процени из 2011. у насељу је живело 2115 становника. Насеље се налази на надморској висини од 5 м.